# Turbenthal
Turbenthal är en ort och kommun i distriktet Winterthur i kantonen Zürich, Schweiz. Kommunen har 5 180 invånare (2023).